# Die Auserwählten (Fernsehfilm)
Die Auserwählten ist ein deutscher Fernsehfilm von Christoph Röhl aus dem Jahr 2014. Das Filmdrama wurde auf dem Filmfest München 2014 uraufgeführt und erstmals am 1. Oktober 2014 im Ersten ausgestrahlt. Der Film schildert das Martyrium der Schüler, die unter dem
sexuellen Missbrauch ihrer Lehrer an der Odenwaldschule zu leiden haben und erst Jahre später in der Öffentlichkeit Gehör finden.

## Handlung
Ende der 1970er-Jahre tritt die 29-jährige Petra Grust begeistert ihre Stelle als Biologielehrerin an der Odenwaldschule (OSO) an, der legendären Vorzeige-Einrichtung der Reformpädagogik. Das Vertrauen des charismatischen und berühmten Schulleiters Simon Pistorius ehrt sie. Doch der Internatsalltag ist irritierend. Schüler und Lehrer beiderlei Geschlechts benutzen dieselben Duschen, junge Schüler trinken Alkohol und rauchen, und ein Kollege hat sogar ein Verhältnis mit einer minderjährigen Schülerin.
Petra wird auf den 13-jährigen Frank Hoffmann aufmerksam, der verstört wirkt und offensichtlich Probleme hat. Sie nimmt sich seiner an, findet aber nicht heraus, was mit ihm ist. Mit der Zeit befällt sie ein schrecklicher Verdacht: Sie sieht im Wald einen Lehrer mit einem nackten Jungen; sie sieht, wie Pistorius eine Dusche verlässt, unter der ein verzweifelter Frank kauert. Petra fragt nach. Doch ihre Kollegen wollen von all dem nichts wissen.
Auch Franks bester Freund Erik wird von Pistorius missbraucht. Als er seiner Mutter davon erzählt, muss er die Schule verlassen und ihm wird als Grund dafür Drogenbesitz unterstellt. Frank ist verzweifelt. Als er erfährt, dass er mit Pistorius sogar die Ferien verbringen soll, droht er mit Selbstmord. Petra begreift mehr und mehr, was Pistorius mit ihm macht. Doch Franks Vater Helmut, Vorsitzender des Trägervereins der Schule, glaubt lieber dem scheinbar untadeligen Schulleiter als seinem Sohn und der jungen Lehrerin. Petra bittet ihren Freund, einen Journalisten, Recherchen über den berühmten Reformpädagogen anzustellen. Doch gegen Pistorius’ Netzwerk aus Beziehungen bis in die höchsten Kreise ist sie letztendlich machtlos. Der Versuch, einen Artikel über den Missbrauch in die Zeitung zu bringen, scheitert somit bereits im Vorfeld. Allerdings wird nun endlich Franks Vater auf die wahren Probleme seines Sohnes aufmerksam. Er stellt Pistorius zur Rede und muss sich von ihm anhören, dass er veraltete Moralvorstellungen hätte. Doch lässt sich Helmut Hoffmann nicht weiter von Pistorius „einwickeln“ und droht ihm Konsequenzen an. Dieser gibt daraufhin seinen Rücktritt bekannt, was die Lehrerschaft derart empört, dass sie Petra die Schuld dafür gibt, so dass sie ebenfalls die Odenwaldschule verlässt.
30 Jahre später begegnen sich Frank und Petra wieder. Als Lehrerin hat sie nie wieder gearbeitet. Frank hat wie die anderen traumatisierten Missbrauchsopfer so lange nicht über die Verbrechen reden können, dass alle Taten verjährt sind. Doch er will das jahrelange Schweigen der Lehrer, Eltern, Politiker und Institutionen nicht länger hinnehmen. Nach dem Selbstmord eines ehemaligen Mitschülers organisiert er eine Anhörung und Aufklärungsveranstaltung an der Odenwaldschule. Zusammen mit weiteren Betroffenen spricht er zum ersten Mal in der Öffentlichkeit vor ehemaligen Schülern und Eltern. Doch selbst hier stoßen die Anschuldigungen gegen Pistorius zunächst auf Unverständnis der Zuhörer. Erst als die Mutter des Selbstmordopfers das Wort erhebt, bricht das Schweigen der Anwesenden. Es melden sich nun weitere ehemalige Schüler, die bisher schweigend im Zuschauerraum saßen und bestätigen, dass auch sie von Pistorius und auch anderen Lehrern missbraucht worden waren. Sie sind erleichtert, dass sie nun endlich darüber reden können und ihnen geglaubt wird.
Im Abspann des Films wird berichtet, dass von den 1960er bis zu den 1990er Jahren mindestens 132 Schüler und Schülerinnen an der Odenwaldschule missbraucht wurden. Keiner der Täter wurde für seine Verbrechen verurteilt, weil diese bis zum Bekanntwerden verjährt waren.

## Hintergrund
Hintergrund des Films sind die Missbrauchsskandale an der Odenwaldschule. Gedreht wurde Die Auserwählten nach langen Diskussionen mit der damaligen Schulleitung im Spätsommer des Jahres 2013 in der Odenwaldschule selbst.
Nachdem sich zwei ehemalige Schüler in den laut Urhebern fiktionalen Figuren wiedererkannt und eine Verletzung ihres Persönlichkeitsrechts gesehen hatten, untersagte das Landgericht Hamburg in einer einstweiligen Verfügung zunächst die Weiterverbreitung des Films. Im Hauptsacheverfahren wies das Landgericht die erhobene Klage jedoch im Jahr 2016 ab. Der Film darf somit gezeigt werden.
Regisseur Christoph Röhl war zwischen 1989 und 1991 selbst Tutor an der Odenwaldschule. Schon 2011 drehte er den Dokumentarfilm Und wir sind nicht die Einzigen zum Thema. In seiner fiktionalen Annäherung (Buch: Sylvia Leuker und Benedikt Röskau) erzählt Röhl von den Vorfällen nun vor allem aus der Perspektive einer jungen Lehrerin (Julia Jentsch), die wie einst er selbst unvorbereitet an die Schule kommt. Eine Schule, auf der jeder nach seiner Fasson glücklich werden soll nach dem Motto „werde, der du bist“, unter dem die reformpädagogische Schule schon 1910 gegründet wurde.

## Rezeption
Bei Spiegel online schrieb Christian Buß: „Der Film lässt die üblichen TV-Primetime-Vorgaben (bis auf die hölzerne Botschaftsdramaturgie ganz am Ende) souverän hinter sich. Bei aller fallspezifischen Genauigkeit ist „Die Auserwählten“ aber weniger ein Aufarbeitungsprojekt zur Odenwaldschule geworden als vielmehr das Sittengemälde einer Zeit, als eine hilflose Elterngeneration in der Entgrenzung das Glück ihrer Kinder zu sehen glaubte. Ein Irrtum, der ins Heute nachwirkt. Das macht den Film allem Sonnenschein zum Trotz zu einer extrem düsteren Angelegenheit.“
Das Online-Fernsehmagazin tittelbach.tv wertete: „‚Die Auserwählten‘ ist ein wichtiger Beitrag zur Sensibilisierung, indem er die Funktionsweise von Missbrauch für den Zuschauer nachvollziehbar macht. ‚Die Auserwählten‘ ist aber auch als ein Film sehenswert, der einfühlsam, empfindsam und mit feinen ästhetischen Metaphern das schwierige Thema Primetime-tauglich, aber ohne zu verharmlosen, einem breiten Publikum nahebringt.“
Von Günter Helmes, einem deutschen Literatur- und Medienwissenschaftler, wurde dem Film vorgehalten, „aus schrecklichen realgeschichtlichen Geschehnissen schnödes Kapital zu schlagen“, indem er auf filmische und dramaturgische Mittel setze, die nicht registrierten und intellektuell stimulierten, sondern „Sensation heischender, voyeuristischer, denunziatorischer und blinde Empörung befördernder Natur“ seien.

## Auszeichnungen
- Nominierung Prix Europa 2014
- Gewinner New York Festival 2014 – Gold World Medal[8]
- Gewinner ZOOM Igualada Festival 2014 – Bester Film
- Nominierung Deutscher Hörfilmpreis 2015 – bester Fernsehfilm[9]